# گوتفرید اوزان
 گوتفرید اوزان (آلمانی: Gottfried Osann؛ زاده ۲۶ اکتبر ۱۷۹۶ درگذشته ۱۰ اوت ۱۸۶۶) یک فیزیک‌دان، و شیمی‌دان اهل آلمان بود.